# Клауд-Лейк (Флорида)
Клауд-Лейк (англ. Cloud Lake) — місто (англ. town) в США, в окрузі Палм-Біч штату Флорида. Населення — 134 особи (2020).

## Географія
Клауд-Лейк розташований за координатами 26°40′28″ пн. ш. 80°4′24″ зх. д. / 26.67444° пн. ш. 80.07333° зх. д. (26.674418, -80.073296).  За даними Бюро перепису населення США в 2010 році місто мало площу 0,15 км², уся площа — суходіл.

## Демографія
Згідно з переписом 2010 року, у місті мешкало 135 осіб у 59 домогосподарствах у складі 31 родини. Густота населення становила 871 особа/км².  Було 65 помешкань (420/км²).
Расовий склад населення:
| - 94,1 % — білих - 5,9 % — чорних або афроамериканців |

До двох чи більше рас належало 0,0 %. Частка іспаномовних становила 23,0 % від усіх жителів.
За віковим діапазоном населення розподілялося таким чином: 12,6 % — особи молодші 18 років, 69,6 % — особи у віці 18—64 років, 17,8 % — особи у віці 65 років та старші. Медіана віку мешканця становила 45,8 року. На 100 осіб жіночої статі у місті припадало 92,9 чоловіків;  на 100 жінок у віці від 18 років та старших — 90,3 чоловіків також старших 18 років.
За межею бідності перебувало 2,6 % осіб, у тому числі 0,0 % дітей у віці до 18 років та 0,0 % осіб у віці 65 років та старших.
Цивільне працевлаштоване населення становило 58 осіб. Основні галузі зайнятості: науковці, спеціалісти, менеджери — 32,8 %, освіта, охорона здоров'я та соціальна допомога — 13,8 %, роздрібна торгівля — 12,1 %.